# Chronique mondaine
Pour plus de détails, voir Fiche technique et Distribution.
Chronique mondaine (After Office Hours) est un film américain réalisé par Robert Z. Leonard, sorti en 1935.

## Synopsis
Jim Branch est rédacteur en chef d'un grand quotidien, et veut que son journal sorte des scoops. Il s'accroche avec l'une de ses journalistes, la jolie et riche Sharon Norwood, une jeune femme du monde, nièce du propriétaire du journal : Branch estime qu'elle n'est là que pour s'amuser, et la renvoie pour incompétence. Quand il comprend que les relations mondaines de Sharon vont lui permettre d'éclaircir une affaire de procès pour divorce, le procès Patterson qui fait les gros titres, il entreprend de la séduire, mais tombe amoureux d'elle. Branch suspecte de corruption l'avocat Tommy Bannister, impliqué dans le procès et grand ami de Sharon, mais celle-ci ne supporte pas ces soupçons, et lors d'une soirée, Sharon s'éloigne de Branch et part diner avec Bannister. Le lendemain, l'épouse Patterson est retrouvée morte, or elle était la maîtresse de Bannister, et Sharon, de bonne foi, va servir d'alibi à son ami avocat. Branch saura démasquer le coupable et regagner les faveurs de Sharon.

## Fiche technique
- Titre : Chronique mondaine
- Titre original : After Office Hours
- Réalisation : Robert Z. Leonard
- Scénario : Herman J. Mankiewicz, Laurence Stallings et Dale Van Every
- Photographie : Charles Rosher
- Décors : Cedric Gibbons et Edwin B. Willis
- Costumes : Adrian
- Son : Douglas Shearer
- Montage : Tom Held
- Production : Bernard H. Hyman, Robert Z. Leonard
- Société de production : Metro-Goldwyn-Mayer
- Pays de production :  États-Unis
- Format : Noir et blanc - 1,37:1 - 35 mm
- Genre : Drame policier mondain et souriant
- Durée : 72 minutes
- Date de sortie : 22 février 1935

## Distribution
- Clark Gable : Jim Branch
- Constance Bennett : Sharon Norwood
- Stuart Erwin : Hank Parr
- Billie Burke : Mrs. Norwood
- Harvey Stephens : Tommy Bannister
- Katharine Alexander : Julia Patterson
- Hale Hamilton : Henry King Patterson
- Henry Travers : Cap
- Henry Armetta : le restaurateur italien
- Charles Richman : Jordan
- Herbert Bunston : Barlow, le majordome
- Stanley Andrews
- William Demarest
- Tom Dugan
- Margaret Dumont
- James Ellison
- Pat Flaherty
- Mary MacLaren